# HD44780
HD44780 je integrovaný obvod firmy Hitachi, který se stal de-facto standardním rozhraním pro ovládání malých řádkových alfanumerických displejů.
Obvod komunikuje po sběrnici o šíři 4 nebo 8 bitů a 3 řídících bitů. Spolu se zemnícím vodičem je tedy obvykle spojen s řídícím mikrokontrolérem 8 nebo 12 vodiči.
Mikrokontrolér posílá po sběrnici do obvodu údaje o poloze kurzoru a ASCII kódy zobrazovaných znaků. Ty jsou pak automaticky zobrazeny na displeji.
Obvod umožňuje také definici několika vlastních znaků.
Obvod se vyrábí ve variantách pro evropský a pro asijský trh.

## Rozhraní

### Hardware
Standardně mají displeje, vybavené tímto řadičem, jedno- nebo dvouřadý konektor s celkem 16 vývody. Jednotlivé vývody mají následující určení:
| Pin | Označení | Význam                                                                                 |
| --- | -------- | -------------------------------------------------------------------------------------- |
| 1.  | VSS      | Zem, nulový potenciál                                                                  |
| 2.  | VCC      | Napájecí napětí +3,3V až +5V                                                           |
| 3.  | VO       | Nastavení kontrastu LCD (pomocné napětí mezi VSS a VCC)                                |
| 4.  | RS       | Výběr registru. 0 – práce s řídícím registrem, 1 – práce s daty                        |
| 5.  | RW       | Směr komunikace. 0 – zápis do řadiče displeje, 1 – čtení z řadiče displeje             |
| 6.  | E        | Povoleno, nebo také hodiny. Sestupná hrana způsobí provedení operace zápisu nebo čtení |
| 7.  | B0       | Bit 0 (při 4bitové komunikaci nevyužito)                                               |
| 8.  | B1       | Bit 1 (při 4bitové komunikaci nevyužito)                                               |
| 9.  | B2       | Bit 2 (při 4bitové komunikaci nevyužito)                                               |
| 10. | B3       | Bit 3 (při 4bitové komunikaci nevyužito)                                               |
| 11. | B4       | Bit 4                                                                                  |
| 12. | B5       | Bit 5                                                                                  |
| 13. | B6       | Bit 6                                                                                  |
| 14. | B7       | Bit 7                                                                                  |
| 15. | BL+      | Anoda podsvětlení (+ , jen má-li podsvětlení)                                          |
| 16. | BL−      | Katoda podsvětlení (− , jen má-li podsvětlení)                                         |

### Software
Obvod je ovládán zápisem do řídícího registru. Kódy zobrazovaných znaků jsou pak ukládány do datového registru.
Obvod pak zařizuje zobrazování dat na displeji podle svého nastavení a vestavěné tabulky znaků.